# خوان امری
خوان امری (انگلیسی: Juan Emery; ۱۸ فوریهٔ ۱۹۳۳ – ۱۰ مهٔ ۲۰۱۵) بازیکن فوتبال اهل اسپانیا بود.
از باشگاه‌هایی که در آن بازی کرده‌است می‌توان به باشگاه فوتبال دپورتیوو آلاوس، باشگاه فوتبال رکریتیوو اوئلوا، باشگاه فوتبال اسپورتینگ خیخون، باشگاه فوتبال دپورتیوو لاکرونیا، و باشگاه فوتبال گرانادا اشاره کرد.